# RPGツクールVX
『RPGツクールVX』（アールピージーツクールブイエックス）は、2007年12月27日に株式会社エンターブレインから発売されたRPG制作ソフト。「VX」は Vista XP の略であると考えられるが、真相は公開されていない。
2011年12月15日には後継となる『RPGツクール VX Ace』（アールピージーツクールブイエックス エース）が発売された。
2012年9月27日には『RPGツクールVX VALUE!＋ツクールシリーズ素材集 和』が発売された。
2015年に、後継版としてランタイムのインストールが不要なRPGツクールMVがリリースされた。

## 概要
全体的なインターフェイスは RPGツクール2000に近いものとなっているが、従来のMS ゴシックに代わり UmePlus Gothic（梅フォントと M+ FONTS との混植。基本的にカーニングはしていない）がゲーム画面の書体として採用されている。また、複雑な操作が必要だった機能が、簡単な操作で実現できるようになり、ツクール XP では削除されたイベントコマンドの多くが復活した。ほかに、マップエディター機能が強化されている。全体的にツクール2000への原点回帰に近い。また、前作の RGSS を強化した RGSS2 を搭載している。ただし、データベースに登録できる数が2000の頃と比べると大幅に減っている。
ツクラーに対して制作支援のためのファンサイトキットが公式サイトで配布されている。パッケージデザインは隼優紀が担当している。
RPGツクールシリーズ初の海外版が発売された RPGツクールXP（海外版のタイトルは “RPG Maker XP”）に続き、2008年2月29日には本作の海外版 RPG MAKER VX のダウンロード販売が開始された。
2008年1月30日にバージョン1.01のアップデータが公開されて以降、長らくアップデートは行われていなかったが2011年5月26日にバージョン1.02が公開された。同日に発売された『ツクールシリーズ素材集　和』とセット発売されているVXおよびValue版の本体では最初から1.02が適用されている。
Value版発売まではWindows 7の64bitOSは動作の保証対象外であった（アクティベーションは可能だったので起動は出来ていた）が、Value版発売と同時に動作保証の対象に含まれた。元々動作していたので、アップデータの提供は行われなかった。

## RPGツクールVX Ace
旧VXからいくつかの仕様変更、機能追加、初心者向けの制作補助・素材追加等がなされており、ツクールWebで公開中の「ちびキャラツクール」もソフトの中に導入されている。またRGSSがRGSS3にバージョンアップされている。VXAと略されることが多い。
デフォルトシステムフォントは旧VXのUmePlus GothicからVLゴシックに変更されている。旧VXではWindows 7への導入は動作保証がされていなかったが、本作では64bit版も含めて正式に対応した。旧VXの製作データは基本的には使用することができないが、有志によってコンバートスクリプトが開発されたため、ほとんどの設定項目やイベントは流用可能。グラフィックや音声素材については規格が変更されていないため、そのまま流用可能（旧VX用に作られた『ツクールシリーズ素材集　和』もそのまま使用できる）。インポート可能な形式からmidiが外されたが、BGMフォルダに直接ファイルを入れることで使用可能になる。
公式の通信販売ストア『エビテンストア』を介して購入を行うと、数量限定で『RPGツクール SUPER DANTE』と『RPGツクール2』のBGMデータをogg形式とMP3形式で収録したデータCDが特典として同梱された。CD内のBGMデータはゲーム製作の素材として使用可能。
本作のRTPは解凍前で194MBと過去最大級の容量を誇るが、要因の一つとしてBGMがそれまでのシリーズで標準であったmidiからogg形式に変更された事が大きい。
2012年3月16日に最初のアップデートである1.01が公開されたが、不具合がありその日のうちに1.01aに再度更新された。
VX・VXAce共に2013年7月1日からアップデータ(VX1.03、VXAce1.02）が公開され、認証システムが変更されて『XPValue』、『XPValue+』同様に初回認証のみで済むようになった。また、PC構成を変更したりPCを買い換えたときに連絡をする必要がなくなり、そのまま認証できるようになったが新たにメールアドレスの登録が追加、秘密の質問とプロキシサーバーの入力欄はなくなった。
上記アップデータは公開したその日のうちに不具合が見つかったため同月の末日まで一度公開が停止され、エディターそのものを新規インストールする形式で再度公開された。

## サンプルゲーム
VXは6本の作品が収録されている。今回も、コンテストパーク等のツクール関係で賞を取ったツクラーが制作したものがある。
- Dragoness Edge 2820
- INVAS 退魔録
- ミチル見参！ 魔界境物語
- Buried Book
- フタゴノカミサマ
- レクトールと黒獅子の紋章

VXAceは4本の作品が収録されている。
- 勇者と心の鍵
- さくさくサーガ
- ベスティオールの冒険者
- きみは勇者じゃない！２～ニルスのお仕事～

## 著名作

### VX作品
- EXTRAPOWER STAR RESISTANCE（2008年）
- Eternal Eden（英語版）（2008年）
- らんだむダンジョン（2010年）
- 魔女の家（2012年）
- 帽子世界（2013年）
- クロエのレクイエム（2013年）
- 獄都事変（2014年）

### VX Ace作品
- LISA（2012年）
- 霧雨が降る森（2013年）
- Margikarman（2013年）
- Always Sometimes Monsters（英語版）（2014年）
- 虚白ノ夢（2015年）
- 殺戮の天使（2015年）